# Гальцев, Павел Сазонтиевич
Павел Сазонтиевич Гальцев (укр. Павло Сазонтійович Гальцев; род. 25 января 1936 года, с. Тростянец Одесской области Украинской ССР) — украинский государственный деятель, депутат Верховной рады Украины I созыва (1990—1994).

## Биография
Родился 25 января 1936 года в селе Тростянец ныне Великомихайловского района Одесской области в крестьянской семье. 
C 1954 года работал грузчиком в колхозе им. Войкова Великомихайловского района Одесской области, был заведующим Тростянецким сельским клубом.
Учился в Трембовлянском культпросветучилище в Тернопольской области. С 1957 года проходил службу в Советской армии, после возвращения из армии окончил Одесский сельскохозяйственный институт по специальности «агроном».
С 1965 года был главным агрономом колхоза им. Кутузова Белгород-Днестровского района Одесской области, с 1968 года являлся председателем колхоза «Большевик» Белгород-Днестровского района.
В 1990 году в ходе первых альтернативных парламентских выборов в Украинской ССР был выдвинут кандидатом в народные депутаты трудовым коллективом колхоза «Большевик» Белгород-Днестровского района, 18 марта 1990 года во втором туре был избран народным депутатом Верховного совета Украинской ССР XII созыва (в дальнейшем — Верховной рады Украины I созыва) от Белгород-Днестровского избирательного округа № 303 Одесской области, набрал 53,56% голосов среди 9 кандидатов. В парламенте входил в депутатские группы «Аграрии», «Земля и воля», был членом комиссии по вопросам агропромышленного комплекса. Депутатские полномочия истекли 10 мая 1994 года.
Награждён орденами «Знак Почёта» и Трудового Красного Знамени, медалями.